# قياس فولتي

امتداد الكمون الخطي

القياس الفولتي  هو نوع من أنواع الطرق الكهربائية التحليلية المستخدمة في الكيمياء التحليلية، والتي تدرس الحلائل الموجودة في الوسط بواسطة قياس التيار عند تغيير الكمون الكهربائي.
تؤدي القياسات إلى الحصول على مخطط بياني يسمى فولتامغرام، والذي يمثل فيه بيانياً التيار الناشئ عن الحليلة مقابل كمون القطب العامل.